# Velyki Mosty
Velyki Mosty (Ucraino: Великі Мости; polacco: Mosty Wielkie) è un centro abitato dell'Ucraina, situato nell'oblast' di Leopoli.